# رضا سیف‌احمدی
رضا سیف‌احمدی (زادهٔ ۲۸ مارس ۱۹۹۹) بازیکن فوتبال است که در پست دروازه‌بان برای باشگاه فوتبال تراکتور در لیگ برتر خلیج فارس بازی می‌کند.
وی همچنین کاپیتان سوم تراکتور از نظر سابقه.